# Puerto San José
 Puerto San José est une ville du Guatemala située au bord du Pacifique dans le département d'Escuintla.
La population était de 23 887 habitants en 2018.